# (73788) 1995 AB1
(73788) 1995 AB1 – planetoida z pasa głównego asteroid okrążająca Słońce w ciągu 4,34 lat w średniej odległości 2,66 j.a. Odkryta 6 stycznia 1995 roku.